# Dominique Easley
Dominique Easley (* 28. April 1992 in Staten Island, New York) ist ein ehemaliger US-amerikanischer American-Football-Spieler auf der Position des Defensive Ends. Er spielte von 2014 bis 2015 bei den New England Patriots in der National Football League (NFL). Zuletzt war er bei den Los Angeles Rams unter Vertrag.

## Frühe Jahre
Easley ging auf die High School auf Staten Island, New York. Später ging er auf die University of Florida, wo er für die College-Football-Mannschaft von 2010 bis 2013 spielte.

## NFL

### New England Patriots
Easley wurde im NFL-Draft 2014 in der ersten Runde an 29. Stelle von den New England Patriots ausgewählt. Er bekam einen Vierjahresvertrag. Am 7. September 2014 bestritt Easley sein erstes Profispiel bei der 33-20-Niederlage gegen die Miami Dolphins. Einen Spieltag später erzielte er seine erste Interception beim 30-7-Sieg gegen Minnesota Vikings. Am 17. Dezember 2014 setzten die Patriots ihn auf die Verletztenliste. Die Patriots gewannen den Super Bowl XLIX mit 28-24 gegen die Seattle Seahawks ohne Easley im Kader. 2015 begann Easley als Defensive Tackle. Am 15. Dezember wurde er erneut auf die Verletztenliste gesetzt, wo er bis zum Saisonende blieb. Am 13. April 2016 wurde er von den Patriots entlassen.

### Los Angeles Rams
Am 17. Mai 2016 unterschrieb Easley einen Jahresvertrag bei den Los Angeles Rams. In seiner ersten Saison absolvierte er alle 16 Spiele für die Rams. Am 4. Mai 2017 verlängerte er um ein Jahr bei den Rams. In der Vorbereitung auf die Saison 2017 zog sich Easley einen Kreuzbandriss zu, weshalb er auf die Injured Reserve List gesetzt wurde und die komplette Saison verpassen sollte. Eine Saison später wurde er am 3. Oktober  wegen einer erneuten Knieverletzung auf die Injured Reserve List gesetzt. Die Rams erreichten den Super Bowl LII, der jedoch gegen Easleys früheres Team, den New England Patriots, verloren wurde.

## Persönliches
Easley Mutter ist haitianischer Abstammung. Am 13. März 2015 gab er über Twitter bekannt, dass er zum Islam konvertiert ist.